# Eustrotia ossea
Eustrotia ossea là một loài bướm đêm trong họ Noctuidae.